# Bossa de compres

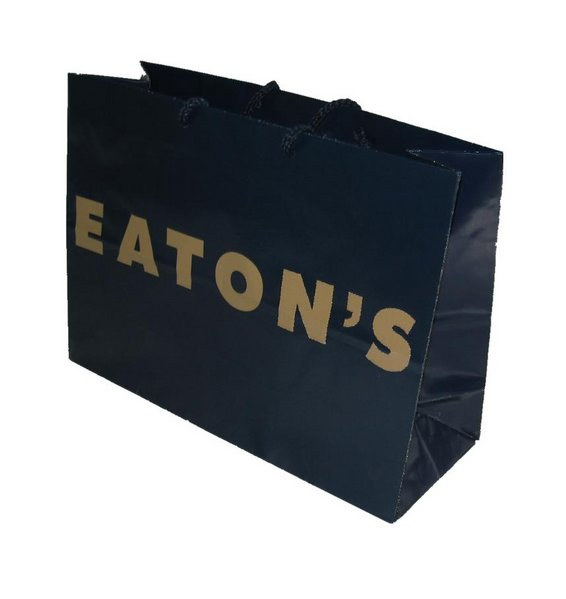
Una bossa de compres de paper d'un sol ús propaganda d'Eaton's.

Comparació de les emissions de gasos amb efecte d'hivernacle causats per les bosses compres

Comparació de limpacte ambiental de les bosses de compres

Les bosses de compres són bosses de mida mitjana, generalment d'uns 10 a 20 litres de volum (encara que existeixen versions molt més grans, especialment per portar compres d'objectes, no de comestibles), que inicialment són utilitzades pels compradors per portar els seus compres a casa. Moltes estan pensades com a productes d'un sol ús d'un sol ús, encara que la gent sol reutilitzar-les per emmagatzemar coses o com a bosses d'escombraries, etc.; altres estan dissenyades com a bosses de compres reutilitzables.

## Tipus

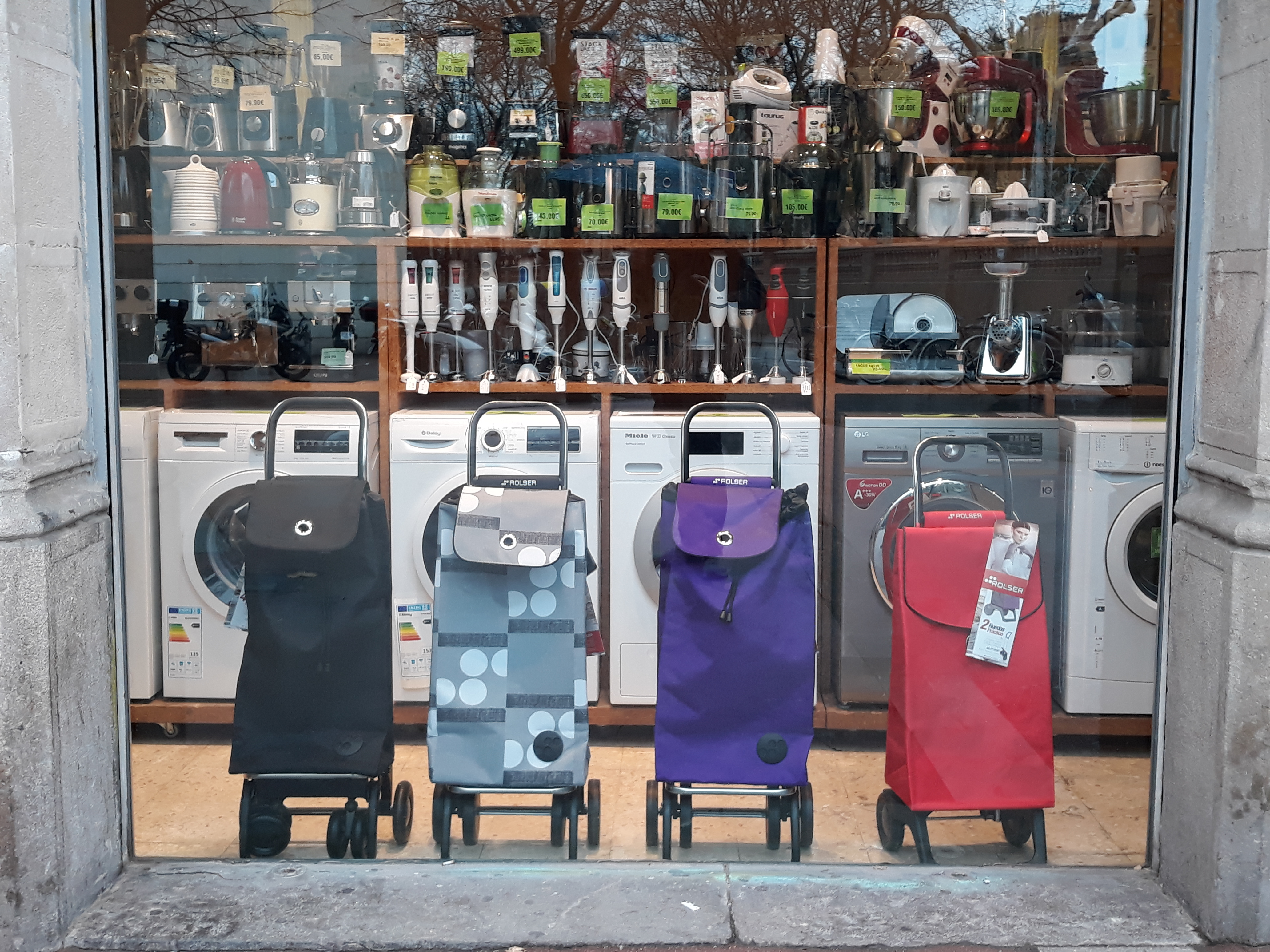
Bossa amb rodes/ Carret de la compra (caddy)

- Bosses de paper
- Bosses de plàstic
- Bosses reutilitzables
- Bosses biodegradables

## Legislació
Els tipus i usos típics de les borses de compres varien segons el país:
- A molts països de la Unió Europea (UE), les bosses de plàstic d'un sol ús es proporcionen gratuïtament a les botigues i han estat d'ús comú fins a principis del segle XXI, però el seu ús s'està tornant menys estès, en part a causa de la legislació ambiental, que ha portat els minoristes a cobrar per elles. Irlanda, per exemple, va imposar un impost específic a les bosses de plàstic, obligant així els minoristes a cobrar-les als clients.[1]
- El 2008, la Xina va prohibir les bosses de plàstic gratuïtes per a les compres ia les empreses se'ls va prohibir fabricar, vendre o utilitzar bosses de menys de 0,025 mil·límetres (0,00098 polzades) de gruix.[2]
- Les bosses de compres reutilitzables es fan servir cada vegada més, per exemple als països de la UE, on l'ús de bosses de compres de plàstic d'un sol ús està en declivi. Les bosses reutilitzables sovint estan fetes de tela de jute o xarpellera. Algunes estan fetes de plàstic, però les bosses de plàstic reutilitzables són més resistents que les bosses de plàstic d'un sol ús. Als Estats Units, les borses reutilitzables s'utilitzen de vegades com una declaració de moda o amb finalitats publicitàries.[3]
- Als Estats Units i al Canadà, és comú que en molts llocs es proporcionin bosses de plàstic d'un sol ús de forma gratuïta amb les compres a les botigues. Alguns detallistes, com els grans magatzems, són més propensos a proporcionar bosses de paper als compradors, mentre que els supermercats i les botigues de queviures tendeixen a donar bosses de plàstic. S'anima les persones a tenir bosses de compres reutilitzables, sempre que sigui possible; en alguns municipis (Chicago, per exemple) han de pagar una tarifa imposada pel govern si usen bosses de compres de plàstic d'un sol ús. Alguns municipis cobren un impost per les borses de paper per a compres.
  - Califòrnia va prohibir les borses d'un sol ús. Totes les jurisdiccions locals de Hawaii van prohibir les bosses de plàstic.
  - En un esforç per reduir l'ús de bosses de plàstic, la ciutat de Toronto, Canadà, va exigir als minoristes cobrar una tarifa mínima de 0,05 $ per cada bossa de plàstic. Des d'aleshores, Toronto ha prohibit les borses d'un sol ús. Arran del cobrament de les bosses de plàstic a Toronto, molts detallistes han imposat tarifes similars a les bosses de plàstic als seus punts de venda a altres parts del Canadà. Tots els guanys derivats de la tarifa de $0,05 van directament al detallista.[4][5]
  - Al Canadà, Toronto i Montreal han prohibit les bosses de plàstic.